# تپه درشک
تپه درشک مربوط به عصر برنز III- سدهٔ ۴–۶ ه.ق - سدهٔ ۶ تا ۸ ه.ق است و در شهرستان سلماس، بخش مرکزی، دهستان زولاچای، روستای درشک واقع شده و این اثر در تاریخ ۷ اسفند ۱۳۸۵ با شمارهٔ ثبت ۱۷۷۵۶ به‌عنوان یکی از آثار ملی ایران به ثبت رسیده است.